# Westra nigra
Westra nigra är en stekelart som beskrevs av Boucek 1988. Westra nigra ingår i släktet Westra och familjen puppglanssteklar. Inga underarter finns listade i Catalogue of Life.